# Straßenbahn Charlestown–Springfield
| Spurweite: | 1435 mm (Normalspur) |                                           |                                           |
| |                      |                                           |                                           |
| \| \| \| \| \| \| \| \| von Brattleboro \| \| \| \| 0 \| Charlestown NH \| Charlestown NH \| \| \| \| nach Windsor \| \| \| \| 1½ \| Klondike NH (früher Springfield Junction) \| Klondike NH (früher Springfield Junction) \| \| \| 3½ \| Connecticut River \| Connecticut River \| \| \| 5 \| Goulds Mill VT (früher Goulds) \| Goulds Mill VT (früher Goulds) \| \| \| 9 \| Industrieanschluss \| Industrieanschluss \| \| \| 10½ \| Springfield VT \| Springfield VT \| |                      |                                           |                                           |
| |                      |                                           |                                           |
| Strecke |                      | von Brattleboro                           | von Brattleboro                           |
| Dienststation / Betriebs- oder Güterbahnhof | 0                    | Charlestown NH                            | Charlestown NH                            |
| Abzweig ehemals geradeaus und nach rechts |                      | nach Windsor                              | nach Windsor                              |
| Haltepunkt / Haltestelle (Strecke außer Betrieb) | 1½                   | Klondike NH (früher Springfield Junction) | Klondike NH (früher Springfield Junction) |
| Brücke über Wasserlauf (Strecke außer Betrieb) | 3½                   | Connecticut River                         | Connecticut River                         |
| Haltepunkt / Haltestelle (Strecke außer Betrieb) | 5                    | Goulds Mill VT (früher Goulds)            | Goulds Mill VT (früher Goulds)            |
| Dienststation / Betriebs- oder Güterbahnhof (Strecke außer Betrieb) | 9                    | Industrieanschluss                        | Industrieanschluss                        |
| Kopfbahnhof Streckenende (Strecke außer Betrieb) | 10½                  | Springfield VT                            | Springfield VT                            |

Die Straßenbahn Charlestown–Springfield war ein Straßenbahnbetrieb in New Hampshire und Vermont (Vereinigte Staaten). 

## Geschichte
1894 wurde die Springfield Electric Railway in Vermont gegründet, 1897 die Springfield Electric Railway of New Hampshire. Die Gesellschaft in Vermont pachtete die andere Gesellschaft für 99 Jahre zu einer jährlichen Pacht von einem US-Dollar. Sie eröffnete am 4. August 1897 eine rund 10,5 Kilometer lange, normalspurige elektrische Straßenbahn, die in Charlestown (New Hampshire) am Bahnhof der Bahnstrecke Brattleboro–Windsor begann und bis nach Springfield führte. In Charlestown hatte die Bahn einen Gleisanschluss zur Eisenbahn. 
Daneben erwarb die Gesellschaft 1896 die Cheshire Bridge Co., die die Brücke über den Connecticut River in Besitz hatte, über die auch die Bahn führte, und ersetzte die 1806 gebaute Holzbrücke durch eine Stahlkonstruktion. Später kamen zahlreiche Güteranschlüsse im Stadtgebiet von Springfield hinzu, sodass sich die Gesamtgleislänge auf 16,5 Kilometer belief. Im Geschäftsjahr 1909/1910 beförderte die ST mit neun vorhandenen Triebwagen knapp 100 000 Passagiere. Der Güterverkehr wurde mit kleinen elektrischen Loks abgewickelt.
Die 1922 gegründete Springfield Terminal Railway Company erwarb zum 1. Januar 1923 die beiden als Springfield Electric Railway bezeichneten Bahngesellschaften und betrieb die Bahn weiter. Die Brücke über den Fluss musste 1930 komplett neu gebaut werden, da ihre Kapazität nicht mehr den Anforderungen genügte und sie bei einem Hochwasser 1929 beschädigt wurde. Der Personenverkehr auf der Bahn wurde im Januar 1947 eingestellt. 
1949 kaufte die Boston and Maine Railroad die ST, die gleichzeitig in die Tochtergesellschaft Springfield Terminal Co. umgewandelt wurde. Der elektrische Betrieb endete am 31. Oktober 1956. Ab diesem Zeitpunkt wurden Diesellokomotiven eingesetzt. Etwa anderthalb Kilometer der Strecke in Springfield wurden 1962 stillgelegt. Um 1980 endete der Gesamtverkehr, die Strecke blieb jedoch teilweise betriebsfähig, um den Brückenzoll weiterhin kassieren zu können. Nach dem Konkurs der Boston&Maine ging 1983 das gesamte Unternehmen, einschließlich der ST, an die Guilford Transportation. Am 14. Juni 1984 wurde der Güterbahnhof in Charlestown stillgelegt und die Anlagen abgebaut, die Strecke jedoch weiterhin nicht offiziell stillgelegt. Da das Lohnniveau der ST verhältnismäßig niedrig war, verpachtete die Guilford Transportation bis 1987 die meisten ihrer Eisenbahnunternehmen an die ST, um Lohnkosten einzusparen. Die Folge waren mehrere Streiks. Eine Vermietung der Delaware and Hudson Railway an die ST wurde Guilford Transportation durch die Interstate Commerce Commission untersagt. 1991 erhielt die ST die Genehmigung, ihre eigene Strecke stillzulegen, was sogleich erfolgte. Ab 1994 löste die Guilford die Pachtverträge wieder, da die Lohnkosten bei der ST aufgrund der vielen Streiks so stark gestiegen waren, dass die Tochtergesellschaften wieder eigenständig verwaltet werden konnten. Die ST besteht weiterhin als Eigentümer und Verpächter von Eisenbahnfahrzeugen.